# Germigny-l'Exempt
Germigny-l'Exempt is een gemeente in het Franse departement Cher (regio Centre-Val de Loire) en telt 322 inwoners (2005). De plaats maakt deel uit van het arrondissement Saint-Amand-Montrond.

## Geografie
De oppervlakte van Germigny-l'Exempt bedraagt 27,8 km², de bevolkingsdichtheid is 11,6 inwoners per km².
De onderstaande kaart toont de ligging van Germigny-l'Exempt met de belangrijkste infrastructuur en aangrenzende gemeenten.

## Demografie
Onderstaande figuur toont het verloop van het inwonertal (bron: INSEE-tellingen).